# Generación del 38
La llamada Generación del 38 fue un movimiento artístico-literario chileno que intentaba retratar en sus obras la decadencia social de la época. Se dio a conocer en el panorama cultural alrededor de los años treinta.

## Contexto histórico
En 1937, luego de dos mandatos a cargo de Arturo Alessandri Palma, asumió el Gobierno el Frente Popular. La situación internacional era crítica, marcada por la guerra civil española (1936-1939) y por el inminente estallido de la Segunda Guerra Mundial (1939-1945). Esto repercutió en las condiciones en las que se encontraba la mayoría de la población.

## Contexto económico
Chile vivía un proceso de transición económica, ya que su principal fuente de sustento era el sector agrario, pero irrumpe paulatinamente en el mercado el interés por la industria. Este giro económico tuvo nefastas consecuencias para el sector minero, pues cesó la explotación del salitre y por consiguiente, muchos mineros del norte quedaron desempleados, por lo que decidieron viajar hasta la capital, en busca de nuevas oportunidades laborales.

## Características del grupo
Debido a la gran agitación social producto de la crisis mundial, algunos jóvenes escritores chilenos sintieron la necesidad de reflejar en sus obras lo que veían a su alrededor, en específico, las deplorables condiciones en las que trabajaban mineros y obreros y cómo esta situación se hacía extensiva a las familias, pues el trabajo mal remunerado provocaba escasez y miseria en el diario vivir.
Bajo esta gran problemática social diversos escritores y artistas plásticos, quisieron acercar la literatura y las artes a la realidad que vivía la clase obrera y clase media chilena. En la Generación del 38, se aúna el interés por la cuestión social con la idea de crear un movimiento intelectual y artístico. Debido a que durante muchos años la cultura no formaba parte trascendente de la vida social chilena, pues la literatura y otras formas del arte no mostraban un gran interés por retratar en sus obras la realidad que se vivía en el país.
Un ejemplo de las temáticas que se abordan en la literatura de la época es lo que narra Nicomedes Guzmán (1914-1964) en su obra Los hombres oscuros, en donde hace alusión a las vicisitudes que debe enfrentar un hombre que vive en un conventillo y cómo este decide hacerse partícipe de un movimiento gremial. Se llegó a mencionar que el tipo de literatura que creaba Guzmán era de carácter “panfletario”, pues en sus obras implícitamente, existía un llamado a los obreros para que se movilizaran y se organizaran para crear consciencia de sus problemas y buscaran, conjuntamente, ciertas mejoras.
Otro autor que se interesó por las problemáticas sociales fue Volodia Teitelboim (1916-2008), quien en sus obras retrató cómo el capitalismo incide en las malas condiciones en las cuales viven los chilenos pobres y de clase media. Así se refiere el escritor sobre el nacimiento la Generación del 38:

Los aprendices de escritores pusimos algo de nuestra alma en esa lucha y nos sentimos parte del pueblo. Nos impulsaba un ansia apasionada y vaga de cambiar la vida nacional, de dar al obrero y al campesino y también al escritor y al artista un sitio de dignidad bajo el sol, de crear una atmósfera donde la poesía ocupara una silla dorada en el proscenio. Queríamos imponer escalas de valores en que la inteligencia, el espíritu de sacrificio por la belleza, el pueblo y el país emplazaran al gobierno podrido de los opulentos, espiritualmente exhausto, inculto, mediocre y vacío.
Volodia Teitelboim

El novelista Carlos Droguett (1912-1996), en una de sus crónicas cuenta como fue la muerte de unos jóvenes que participaban de una protesta en el edificio del Seguro Obrero, en 1938. En su autobiografía (1966) afirmó: «La matanza del Seguro Obrero me remeció profundamente y me hizo conocer mi capacidad de odiar».
En definitiva, muchas de las obras que creaban los escritores pertenecientes a la Generación del 38, eran una herramienta para expresar su descontento con las condiciones laborales y la miseria en la cual estaba sumidos la mayoría de los chilenos más necesitados.
La Generación del 38 no sólo fue un movimiento literario, sino que se hizo extensiva a otras áreas de la cultura, ya que durante los años cuarenta se creó el teatro experimental de la Universidad de Chile y la Orquesta Sinfónica. De esta manera, tanto el teatro como la música se ocuparon de que el interés por la cuestión social trascienda la esfera de lo literario y se convierta en un tema relevante para la cultura chilena de la época.

## Exponentes de la Generación del 38
- Omar Cáceres (1904-1943).
- Gonzalo Drago (1906- 1994).
- Mario Bahamonde Silva (1910-1979).
- María Luisa Bombal (1910-1980).
- Francisco Coloane (1910-2002).
- Maité Allamand (1911-1996).
- Andrés Sabella (1912-1989).
- Carlos Droguett (1912-1996).
- Nicomedes Guzmán (1914-1964).
- Teófilo Cid (1914-1964).
- Eduardo Anguita (1914-1992).
- Volodia Teitelboim (1916-2008).
- Guillermo Atías (1917-1979).
- Miguel Serrano (1917-2009).
- Gonzalo Rojas (1917-2011).
- Hugo Goldsack Blanco (1915-1988).